# Хименес, Алекс
Алеха́ндро «А́лекс» Химе́нес Са́нчес (исп. Alejandro "Álex" Jiménez Sánchez; родился 8 мая 2005, Леганес, Испания) — испанский футболист, правый защитник клуба «Милан».

## Клубная карьера
Хименес — воспитанник мадридского «Реала». 2 октября 2022 года дебютировал за фарм-клуб «Кастилью», выйдя на замену в матче Примеры RFEF против «Алькоркона».
26 июля 2023 года отправился в годовую аренду в «Милан». 2 января 2024 года дебютировал за основную команду итальянского клуба, выйдя на замену в матче Кубка Италии против «Кальяри». 7 января 2024 года дебютировал в Серии A, выйдя в стартовом составе против «Эмполи».

## Карьера в сборной
Выступал за сборные Испании до 15, до 17 и до 19 лет.

## Достижения
«Милан»
- Обладатель Суперкубка Италии: 2024